# Maria mit der Birnenschnitte
Maria mit der Birnenschnitte (auch Maria mit dem liegenden Kind mit der Birnenschnitte oder Madonna mit der Birnenschnitte) ist ein Gemälde von Albrecht Dürer (1471–1528) aus dem Jahr 1512. Es befindet sich im Besitz des Kunsthistorischen Museums in Wien.

## Beschreibung

### Motiv und Darstellungsweise
Dürer zeigt vor einem dunklen Hintergrund das Brustbild der Maria, die ihr Kind mit beiden Händen auf einem ursprünglich vermutlich violetten (heute ausgeblichenen) Tuch liegend vor sich hält. Die Madonna trägt ein blaues Kleid sowie ein helles Kopftuch, unter dem sich ein transparenter Schleier befindet. Jesus hält in seiner linken Hand eine kleine Birnenschnitte, auf der Bissspuren seiner Zähnchen zu erkennen sind. Aus der Sicht des Betrachters befindet sich Maria in leichter Drehung nach links und neigt ihren Kopf zum Kind hinab. Auch ihr Blick folgt dieser Richtung, ihr sanft lächelnder Mund ist geschlossen. Der munter wirkende Knabe hingegen schaut mit aufrechtem Kopf nach rechts oben, in seinem leicht geöffneten Mund sind die kleinen Schneidezähne zu erkennen. Keine der beiden Figuren ist mit einem Heiligenschein dargestellt.

### Deutung
Marias nach innen gerichtete Blickrichtung – bei der nicht genau zu erkennen ist, ob sie ihr Kind direkt ansieht oder eher nach unten blickt – sowie die ursprünglich wahrscheinlich violette Färbung des Tuches deuten wohl auf den bevorstehenden Kreuzestod Christi hin. Die sanft lächelnde, aber in sich gekehrte Madonna scheint bereits von der Passion zu wissen. Die Birne, von der das Jesuskind genascht hat, kann aufgrund ihrer Süße als Symbol der Liebe interpretiert werden. Ferner sind in der Mitte der Frucht die Kerne zu sehen, was im übertragenen Sinne vermutlich auf das Aufgehen der Saat des Erlösung verheißenden Opfertodes Christi verweist. Maria wäre demnach wie ein Birnbaum, der der Welt eine Frucht schenkt – den kleinen Jesus, der seinerseits den Menschen Liebe und Erlösung bringt.

Neben der religiösen Aussagekraft spielt der Gedanke des Humanismus in diesem Bild eine Rolle. Durch den Verzicht auf Nimben wird die Menschlichkeit der Heiligen hervorgehoben, weswegen das Gemälde auch als Darstellung von Mutter und Kind interpretiert werden kann. Dabei steht mit der Birne als Symbol für Liebe die innige Beziehung zwischen den beiden im Vordergrund. Die Introversion der Mutter kann als Sorge um das künftige Wohlergehen des Kindes gesehen werden.
Das Bild lässt sich auch aus medizinischer Sicht deuten, denn das Jesuskind weist charakteristische Merkmale eines Vitamin-D-Mangels auf: Vorspringen von Stirn und Scheitelhöcker mit Hinterhauptabflachung (Caput quadratum), schlaffer Bauchdecke, Thoraxdeformation und Auftreibung der Epiphysen an Hand- und Fußgelenken.

### Maltechnik
Das Bild wurde auf einer mit weißer Grundierung versehenen Lindenholztafel gemalt. Zu einem unbekannten Zeitpunkt wurde die 49 cm lange und 37 cm breite Tafel gedünnt und parkettiert, sie ist heute nur noch 4 mm dick.
Die mit einem feinen Pinsel in einem flüssigen Medium aufgetragene Unterzeichnung lässt deutliche Unterschiede zwischen der Gestaltung der Maria und jener des Kindes erkennen. Während die Unterzeichnung der Madonna sehr fein und detailliert mit zahlreichen Parallel- und Kreuzschraffuren ausgeführt wurde, bereitete Dürer das Jesuskind nur umrissartig vor und unterzeichnete es mit sparsamen, oft unterbrochenen Linien. Bei der malerischen Realisierung der Maria hielt er sich fast ohne Abweichung an seine Unterzeichnung und gestaltete sie mit dünnen Lasuren. Die Malerei des Kindes hingegen weicht von der Unterzeichnung etwas ab (das Ohr ist nach links versetzt), der liegende Körper ist mit prägnanten Höhungen geformt und durch Sfumato-artig ineinander vertriebene Schattierungen plastisch gestaltet. Ferner verwendete Dürer im Inkarnat des Kindes einen höheren Anteil von dunklen Pigmenten als bei der Mutter. Um die Farbe zu modellieren und strukturieren, setzte der Künstler bei beiden Figuren oftmals seine Finger oder Handballen ein.

## Geschichte

### Entstehung
Dürer malte die Maria mit der Birnenschnitte in Nürnberg, ein Auftraggeber ist nicht bekannt. Zwar schuf Dürer derartige Marientafeln auch ohne Besteller, doch aufgrund der sorgfältigen Unterzeichnung der Madonna fertigte er dieses Bild, das vermutlich als Andachtsbild diente, wohl nicht als gewöhnliche Gelegenheitsarbeit an. Bei der Darstellung der Maria griff Dürer auf ein anderes seiner Werke mit sehr ähnlichem Marienkopf zurück, auf die Heilige Familie (1509).
Stilistisch lassen sich in der Maria mit der Birnenschnitte sowohl niederländische als auch italienische Einflüsse erkennen. Die in sich ruhende Maria erinnert an die Niclas Gerhaert van Leyden zugeschriebene sog. Dangolsheimer Muttergottes, während der lebendig und plastisch dargestellte Christusknabe starke Ähnlichkeit mit Andrea del Verrocchios Skulptur Liegender Putto aufweist.
Im Jahr 1600 erwarb Kaiser Rudolf II für seine Prager Residenz zwei nicht näher beschriebene Marienbilder, die aus der Kunstsammlung von Antoine Perrenot de Granvelle stammten. Möglicherweise handelte es sich bei der Maria mit der Birnenschnitte um eines jener Werke, die in weiterer Folge über die Sammlung Rudolfs II. ins Wiener Kunsthistorische Museum gelangten.

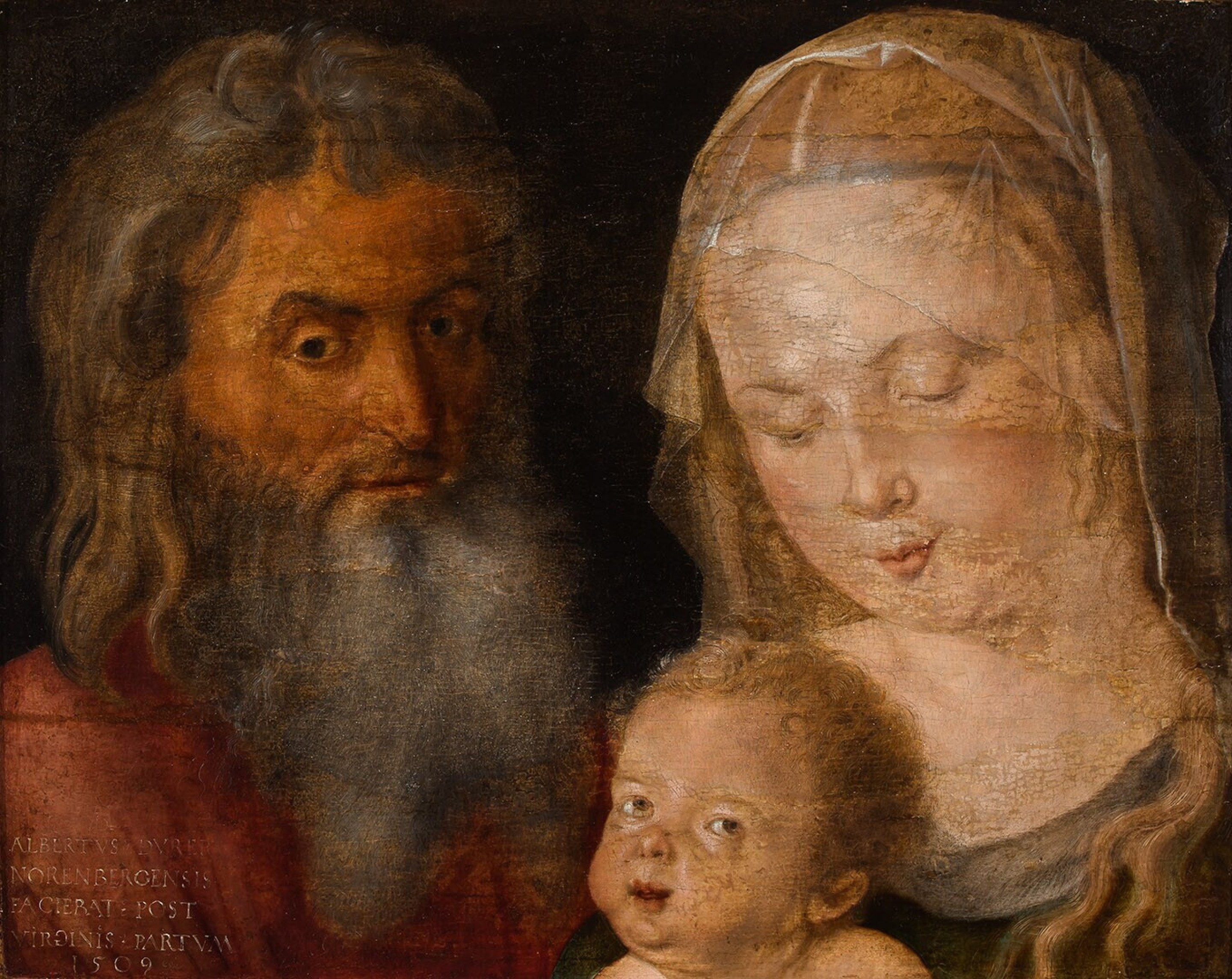
Dürer: Die Heilige Familie (1509)
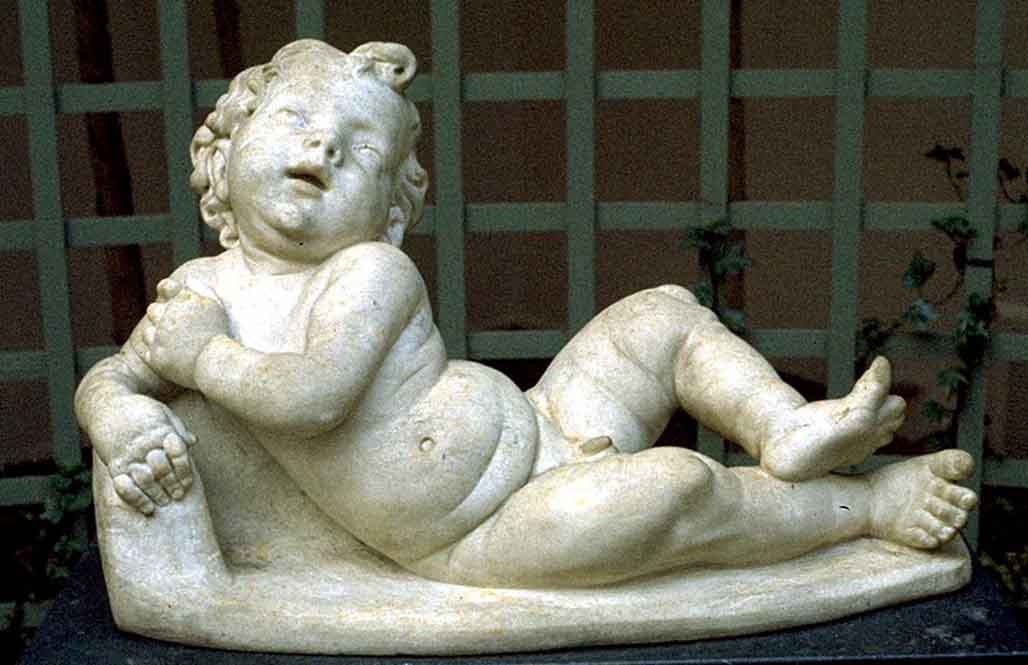
Verrocchio: Liegender Putto
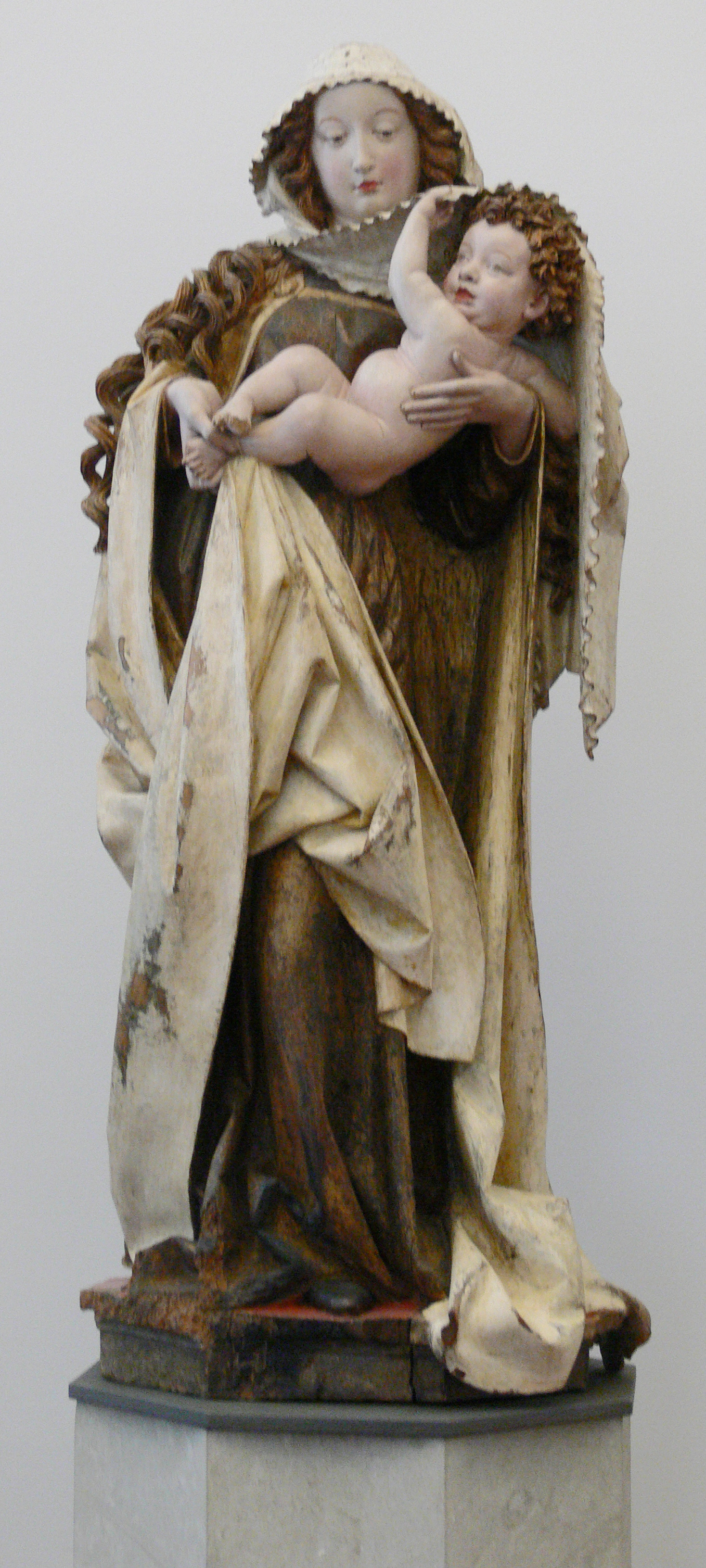
Leyden (zuges.): Dangolsheimer Muttergottes (1460/65)

### Nachwirkung

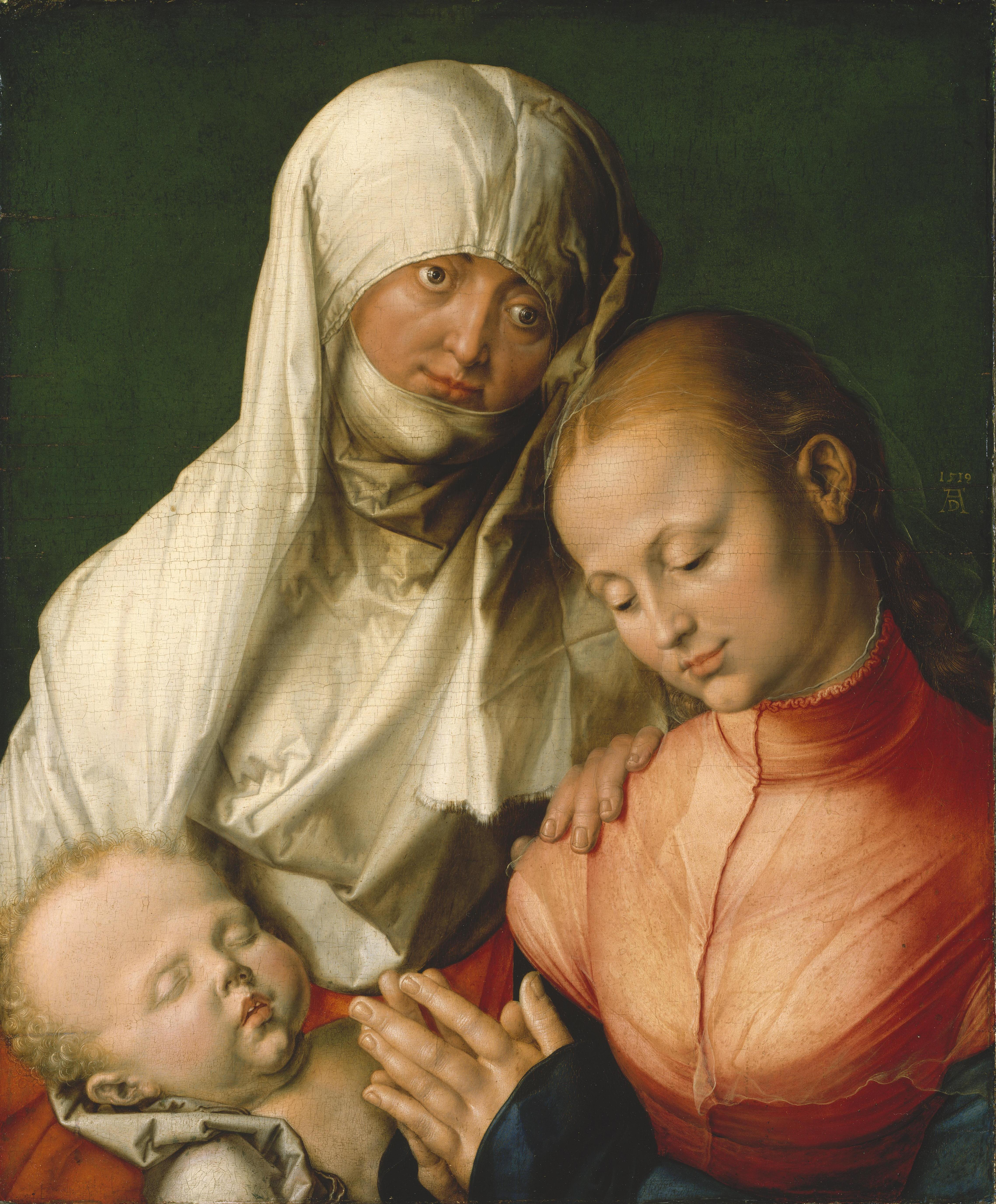
Dürer: Heilige Anna Selbdritt (1519)

1519 schuf Dürer das Gemälde Heilige Anna Selbdritt, eine Darstellung der heiligen Anna mit ihrer Tochter Maria und dem Jesuskind. In diesem Werk wurden sowohl die motivische Darstellung der Maria wie auch der Bildgedanke der Maria mit der Birnenschnitte weiterentwickelt.
Von anderen Künstlern existieren im italienischen sowie deutschen Raum zahlreiche Kopien und Paraphrasen der Maria mit der Birnenschnitte, hier einige der bekanntesten Beispiele:
- Daniel Fröschl (zugeschrieben): Maria mit der Birnenschnitte (nach Dürer), kurz nach 1600, Nationalgalerie Prag
- Daniel Fröschl (zugeschrieben): Traubenmadonna (nach Dürer), kurz nach 1600, Prag, Kapuzinerkloster
- Franciscus van der Steen: Maria mit der Birnenschnitte (nach Dürer), 1656/57, London, British Museum
- Johann Christian Ruprecht: Maria mit der Birnenschnitte (nach Dürer), um 1650, Leipzig, Museum der bildenden Künste
- Sassoferrato: Maria mit dem Kind (nach Dürer), um 1650, Budapest, Szépművészeti Múzeum
- Sassoferrato: Betende Maria, um 1650, Privatbesitz